# Sheila O’Connor
Sheila O’Connor (*  4. Mai 1966 in Paris) ist eine französische Schauspielerin. 

## Leben
Bekannt wurde O’Connor durch ihre Mitwirkung an den Teenagerkomödien La Boum (1980) sowie La Boum 2 (1982). Sie spielte darin „Pénélope“, die beste Freundin der von Sophie Marceau gespielten Hauptfigur Vic. In den folgenden Jahrzehnten war O’Connor in weniger beachteten Kinoproduktionen sowie als Gastdarstellerin in französischen Fernsehserien zu sehen. Daneben arbeitet sie auch als Filmemacherin und Drehbuchautorin bei kleineren Produktionen.

## Filmografie (Auswahl)
- 1979: Les joyeuses colonies de vacances
- 1980: La Boum
- 1982: La Boum 2
- 1983: Die Fälle des Monsieur Cabrol (Les cinq dernières minutes; Fernsehserie, eine Folge)
- 1985: P.R.O.F.S... und die Penne steht Kopf (P.R.O.F.S)
- 1991: La neige et le feu
- 2000: Proposition de manger les enfants (Kurzfilm)
- 2004: Un petit garçon silencieux (Fernsehfilm)
- 2014: Sauliac (Kurzfilm)
- 2019: Petits secrets en famille (Fernsehserie, eine Folge)
- 2021: Paris Police 1900 (Fernsehserie, eine Folge)
- 2022: Ça tourne à Saint-Pierre et Miquelon (Simme)